# Automerina vala
Automerina vala är en fjärilsart som beskrevs av Kirby 1871. Automerina vala ingår i släktet Automerina och familjen påfågelsspinnare. Inga underarter finns listade i Catalogue of Life.